# Muntenegreni
Muntenegrenii (muntenegreană Црногорци, Crnogorci) sunt un popor din ramura slavilor de sud, originari din Muntenegru. Termenul se referă atât la națiune cât și la grupul etnic cu un sens puțin diferit, precum și o denumire regională.

## LLegături externe
- Știri de călătorie despre Muntenegru